# Pátera de Minerva

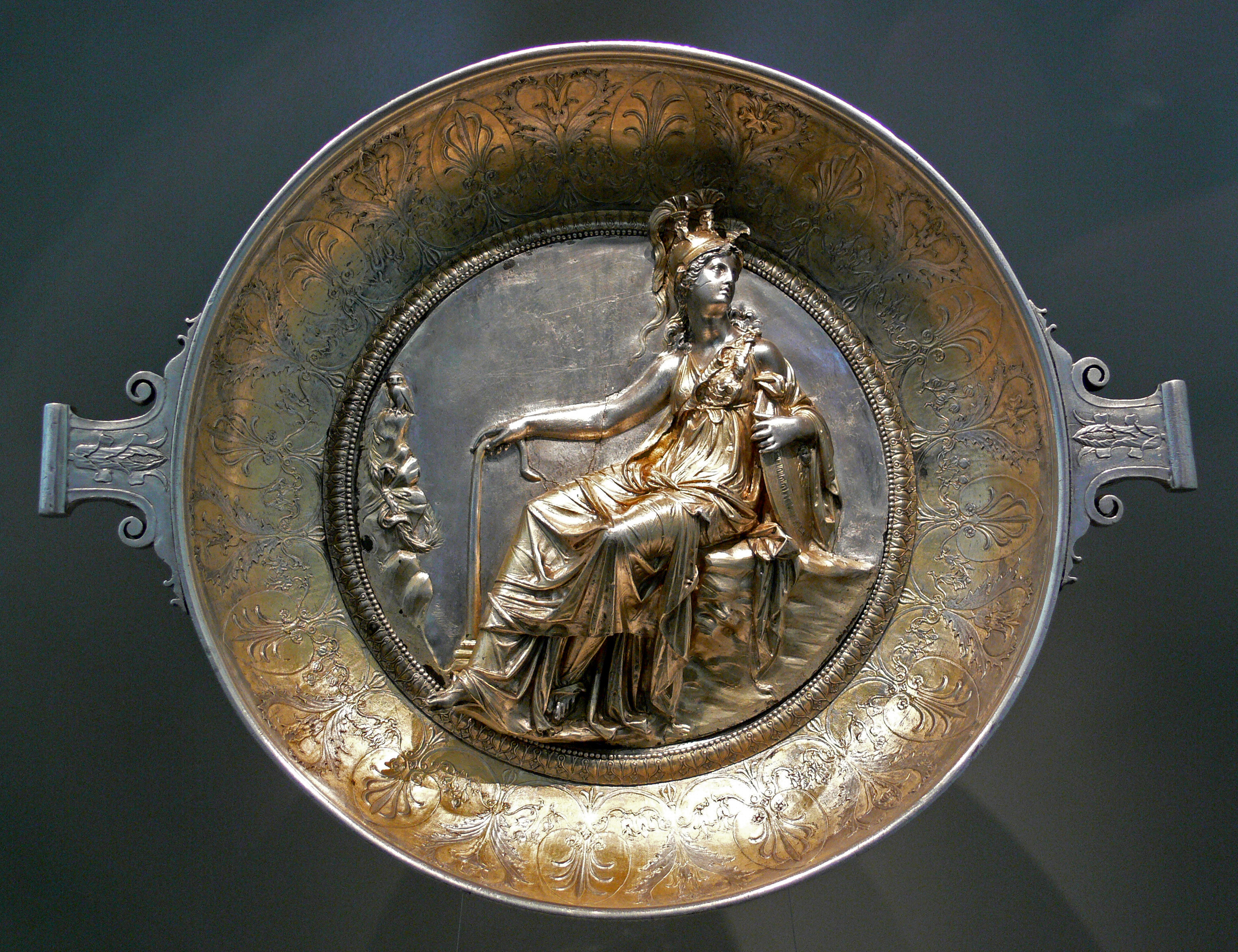
Instantánea de la "Pátera de Minerva" que se exhibe en el Museo de Pérgamo de Berlín.

Ubicación de Hildesheim en Alemania.

La Pátera de Minerva es una pátera de plata dorada que data del siglo I d. C., que fue elaborada por orfebres del imperio romano; fue hallada el 17 de octubre de 1868, en la localidad de Hildesheim, ciudad situada al sur del estado federado de Baja Sajonia (Alemania), junto con 60 objetos de oro que forman parte del llamado Tesoro de Hildesheim.

## Simbología
Se trata de una pátera, plato de poco fondo que se usaba en ceremonias y ritos religiosos de la Antigüedad, como la libación, y que iconográficamente reúne elementos helenísticos. Se cree que la pátera y el resto del tesoro formaba parte del servicio de mesa de un comandante romano, probablemente Publio Quintilio Varo.

## Características
- Forma: pátera.
- Material: plata dorada.
- Contexto/Estilo: romano-helenístico.
- Técnica: repujado, fundición a la cera perdida.
- Iconografía: Representación de Minerva sentada en un trono de piedra, portando bastón y un escudo, y ataviada con una túnica; También aparece un mochuelo, animal consagrado a Minerva.[1]
- Peso: 2,388 kilogramos.
- Diámetro: 25 centímetros.
- Profundidad: 7,1 centímetros.

## Conservación
La pieza se exhibe de manera permanente en el Museo de Pérgamo de Berlín.